# Présidence tchèque du Conseil de l'Union européenne en 2022
Pour un article plus général, voir Présidence du Conseil de l'Union européenne.
Présidence française du Conseil de l'Union européenne en 2022 Présidence suédoise du Conseil de l'Union européenne en 2023
La présidence tchèque du Conseil de l'Union européenne en 2022 est la deuxième présidence tournante du Conseil de l'UE assurée par la Tchéquie.
La Tchéquie succède à la France au siège de la présidence le 1er juillet 2022. La présidence suivante est assurée par la Suède à partir du 1er janvier 2023.

## Priorités
La présidence tchèque a défini cinq priorités :
- gestion de la crise des réfugiés et Reconstruction de l'Ukraine après la guerre ;
- sécurité énergétique ;
- renforcer les capacités de défense de l'Europe et la sécurité du cyberespace ;
- assurer la résilience de l'économie européenne ;
- assurer la résilience des institutions démocratiques.

## Logotype et identité visuelle

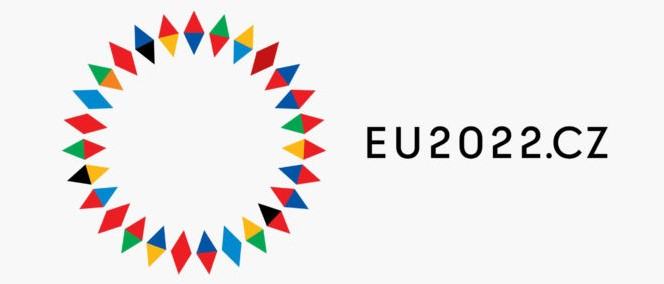
Logo de la PTUE